# Ibrahima Diaw
Ibrahima Diaw (Parijs, Frankrijk, 9 juli 1992) is een Senegalees professioneel tafeltennisser. Hij speelt rechtshandig met de shakehandgreep.
De zoon van een Senegalese vader en een Malinese moeder groeide op in Frankrijk. In zijn jeugd kawam hij uit voor het Franse team.
Hij vertegenwoordigde zijn land op de Olympische Zomerspelen 2020 maar won geen medailles.